# Крангу (Телеорман)
Крангу (рум. Crângu) насеље је у Румунији у округу Телеорман у општини Крангу. Oпштина се налази на надморској висини од 36 m.

## Становништво
Према подацима из 2011. године у насељу је живело 1242 становника.